# 비국가 행위자
비국가 행위자란 국가 이외의 행위자를 말하는 것으로서, 국가 이외의 행위 주체인 정부간 국제 기구(IGO), 비정부 기구(NGO), 국제 비정부 기구(INGO), 테러리스트, 국제 무기 암거래 조직 등을 지칭한다.
국가를 단일하고 침투 불가능한 당구공 모델(billiard model)로 가정한 1970년대 이전의 전통적인 현실주의 이론에서는, 국가 내부의 시민사회나 비정부기구는 고려대상이 아니었고, 국가들의 모임인 국제기구도 국가들의 이익을 반영하는 수단에 다름 아니었다. 1950년대 말부터 유럽 경제 공동체, 유럽 원자력 공동체, 유럽 석탄 철강 공동체 등 유럽 통합이 이루어졌으나 여전히 통합의 중심에는 국가가 있었다는 점에서, 국가는 국제정치에서 가장 중요하고 유일한 행위자였다. 즉, 이 시기에 비국가행위자들의 역할과 한계는 극히 제한적이었으며 그 영향력은 미미했다.

## 같이 보기
- 시민 사회
- 대표 없는 국가 민족 기구